# Roy J. Kennedy
Roy James Kennedy (* 6. Januar 1897 in Rochester (New York); † 2. Juli 1986 in Mendocino County, Kalifornien) war ein amerikanischer Physiker, bekannt für das Kennedy-Thorndike-Experiment von 1932 mit Edward M. Thorndike.

## Leben
Kennedy studierte an der Cornell University mit dem Bachelor-Abschluss 1920, setzte sein Studium 1921/22 an der Princeton University fort, wo er auch 1921/22 Instructor war, war 1922 bis 1924 Physiker am National Bureau of Standards und wurde 1924 an der Johns Hopkins University promoviert. Danach war er als National Research Fellow und von 1927 bis 1928 als Research Associate am California Institute of Technology. 1933 erhielt er eine Forschungsprofessur an der University of Washington. Dort wurde auch das Kennedy-Thorndike-Experiment durchgeführt.
Das Kennedy Thorndike Experiment überprüfte ergänzend zum Michelson-Morley-Experiment weitere Aspekte der speziellen Relativitätstheorie. Zuvor hatte Kennedy, damals noch am Caltech, schon das Michelson-Morley-Experiment 1926 mit Verbesserungen (u. a. Halbschattenmethode) wiederholt.
1928/29 war er Guggenheim Fellow für Forschungsaufenthalte in Berlin und München.